# Moritzhof

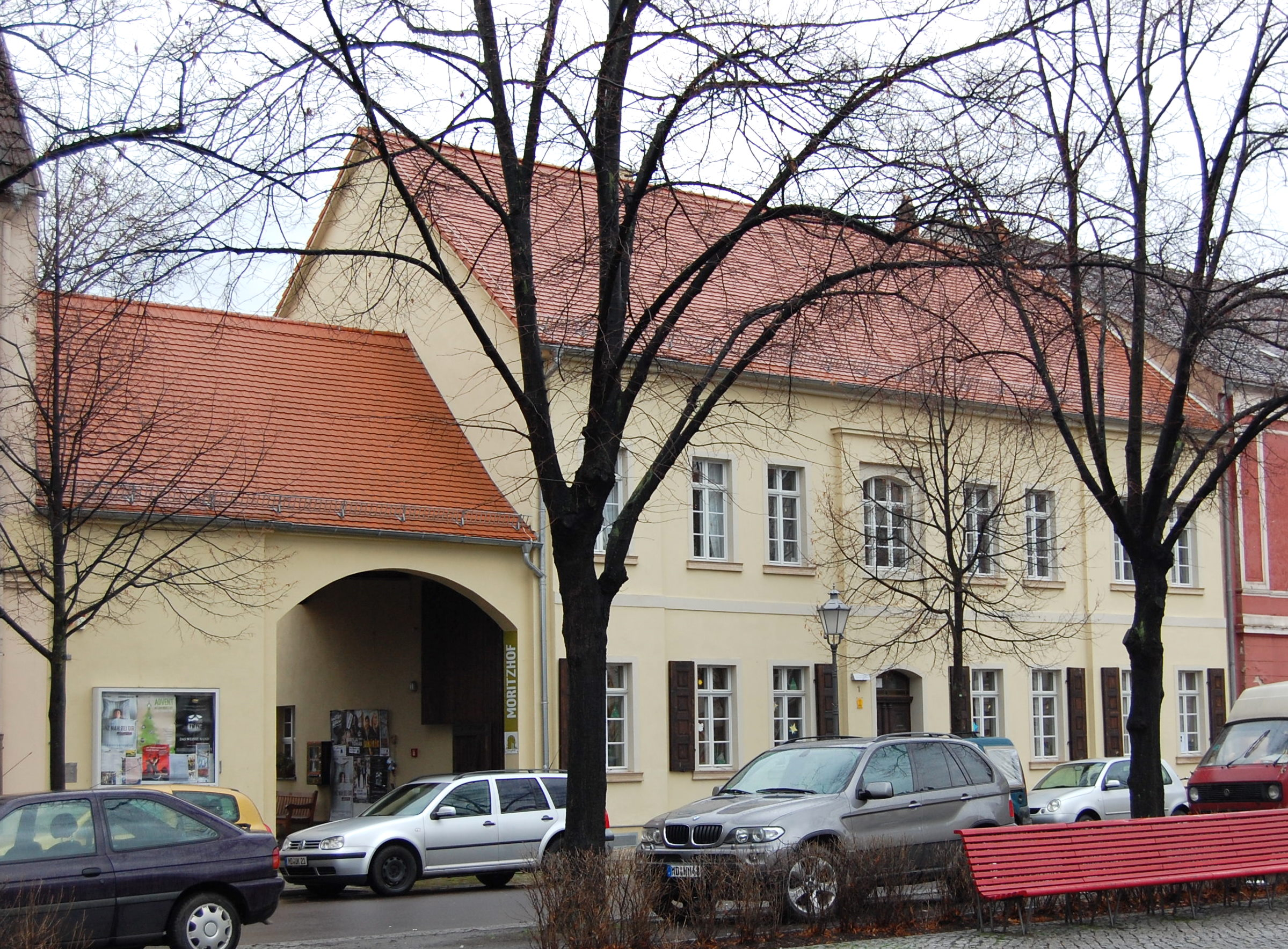
Moritzhof

Der Moritzhof ist ein unter Denkmalschutz stehender Vierseitenhof im Magdeburger Stadtteil Neue Neustadt. Die Hofanlage dient heute als Kulturzentrum.
Der am heute großstädtisch geprägten Moritzplatz (Adresse Moritzplatz 1) gelegene ehemalige Bauernhof wurde 1844 im Stil des Klassizismus gebaut und ist eines der wenigen Zeugnisse für die ehemalige landwirtschaftliche Nutzung des Gebiets. Das große Wohnhaus des Hofes steht mit seiner achtachsigen Fassade direkt an der Straßenfront. Links des Hauses führt ein Torbogen auf den Wirtschaftshof. Auch hier sind die ursprünglichen Gebäude der bäuerlichen Wirtschaft erhalten geblieben. Das Dach des Wohnhauses ist als Satteldach ausgeführt.
Das heute im Eigentum der Stadt Magdeburg stehende Gebäude wurde Anfang des 21. Jahrhunderts grundlegend saniert und wird als kulturelles Veranstaltungszentrum genutzt und vom Verein ARTist! e.V. betrieben. Die rückwärtige Scheune und ein Stall werden für regelmäßige Filmvorführungen und Live-Veranstaltungen genutzt. Auf dem Hof befindet sich eine zum öffentlichen Bücherschrank umfunktionierte ehemalige Telefonzelle.